# Miranda (film, 2002)
Pour les articles homonymes, voir Miranda.
Pour plus de détails, voir Fiche technique et Distribution.
Miranda est un thriller britannico-allemand réalisé par Marc Munden, sorti en 2002.

## Synopsis
Un bibliothécaire rencontre une femme à la bibliothèque. Elle disparaît soudainement alors il décide de partir à Londres pour la chercher. Il découvre qu'elle a trois identités, danseuse, dominatrice et femme de chambre.

## Fiche technique
- Titre original : Miranda
- Réalisation : Marc Munden
- Scénario : Rob Young
- Direction artistique :
- Décors :
- Costumes : Michele Clapton
- Photographie :
- Son :
- Montage : Ben Davis
- Musique : Murray Gold
- Production :  Feelgood Films
- Sociétés de production :
- Budget :
- Pays de production :  Royaume-Uni,  Allemagne
- Langue originale : anglais
- Format : Couleur - 2,85:1 - Super 35 mm
- Genre : thriller
- Durée : 90 minutes
- Date de sortie :
  - Royaume-Uni :7 novembre 2003

## Distribution
- Christina Ricci (VF Alexandra Garijo) : Miranda
- John Simm
- Kyle MacLachlan
- John Hurt
- Julian Rhind-Tutt
- Cavan Clerkin
- Pik Sen Lim
- Joanne Froggatt
- Tamsin Greig
- Carol Sua